# United States v. Philip Morris
United States v. Philip Morris USA, Inc. (1999-2006) est une affaire judiciaire jugée devant la Cour de district des États-Unis pour le district de Columbia et où plusieurs grandes sociétés de tabac américaines sont accusées de violations de la loi sur les organisations motivées par le racket et la corruption (RICO). Dirigé par la juge Gladys Kessler et s'étendant sur sept ans, le tribunal conclut que les sociétés accusées se sont livrées à de nombreuses activités et actes de fraude visant à tromper le public américain sur la dépendance à la nicotine et sur les effets sur la santé des cigarettes et de la fumée secondaire.

## Chronologie

### Plainte
Le 22 septembre 1999, le ministère de la Justice des États-Unis intente une action en justice contre neuf fabricants de cigarettes et deux associations professionnelles de l'industrie du tabac devant la Cour de district des États-Unis du district de Columbia (« Tribunal de district »). La plainte allègue que les compagnies de tabac se sont engagées pendant une cinquantaine d'années dans une conspiration visant à tromper frauduleusement le public américain sur les effets sur la santé du tabagisme et de la fumée de tabac ambiante, sur le pouvoir addictif de la nicotine, sur les bienfaits pour la santé des cigarettes « légères » à faible teneur en goudron, ainsi que sur leur manipulation de la conception et de la composition des cigarettes afin de maintenir la dépendance à la nicotine. Selon la plainte, les compagnies de tabac cherchaient délibérément à nier que le tabagisme provoquait des maladies et à soutenir qu'il n'existait pas de consensus scientifique sur le sujet. Dans le cadre de cette stratégie, les accusés auraient publié des communiqués de presse trompeurs, des articles faux et trompeurs, détruit et dissimulé des documents indiquant qu'il existait en fait une corrélation entre le tabagisme et la maladie, et ciblé de manière agressive les enfants en tant que nouveaux fumeurs potentiels.
La poursuite vise notamment à récupérer les frais de santé engendrés par ces gestes. Elle invoque ainsi trois lois fédérales américaines : la Medical Care Recovery Act (MCRA), les dispositions sur le payeur secondaire de Medicare (MSP) et la loi sur les organisations motivées par le racket et la corruption (RICO). Le ministère demande également une injonction en vertu de la loi RICO pour empêcher les compagnies de tabac de se livrer à de nouvelles fraudes et pour restituer aux sociétés les produits mal acquis de leurs activités illégales.

### Procédures
Les accusés demandent l'annulation de tous les chefs d'accusation. Un an plus tard, en septembre 2000, le tribunal de district accepte de rejeter les demandes liées au MCRA et au MSP, ce qui exclut donc la récupération des frais de santé par le gouvernement. Cependant, le tribunal autorise la poursuite de l'affaire concernant les réclamations RICO, qui incluent notamment une injonction et 289 milliards de dollars en restitution des gains jugés mal acquis.
Les défendeurs font appel de la réparation demandée auprès de la Cour d'appel des États-Unis pour le circuit du district de Columbia (« Circuit DC »). Lors d'un jugement interlocutoire, le circuit DC détermine que la restitution n'est pas un recours admissible dans l'application de RICO aux affaires civiles, car l'injonction doit être « prospective » (forward looking) pour prévenir et restreindre de futures violations.
Le gouvernement persiste à demander des dommages-intérêts pour financer les programmes de prévention et de sevrage tabagique et, en 2005, le ministère de la Justice modifie ses demandes, les faisant passer de 130 milliards de dollars sur 25 ans à 14 milliards de dollars sur dix ans. À cette époque, plusieurs groupes de santé publique se joignent à la poursuite à titre d'intervenants dans le but de faire valoir leurs intérêts dans le redressement proposé.

### Jugement
Le 17 août 2006, la juge Gladys Kessler rend un jugement de 1 683 pages tenant responsables de complot et de violations du RICO les compagnies accusées, notamment par la dissimulant frauduleuse des risques pour la santé associés aux cigarettes et par la commercialisation de leurs produits auprès des enfants,. La juge écrit que les accusés ont coordonné leurs efforts de relations publiques, de recherche et de marketing afin de faire progresser leur stratagème frauduleux en niant les effets néfastes du tabagisme sur la santé, en niant le caractère addictif de la nicotine, en niant leur manipulation de la teneur en nicotine des cigarettes et en niant que leur marketing cible les jeunes en tant que nouveaux fumeurs. Elle affirme que les entreprises ont également supprimé et détruit les informations relatives aux dangers du tabagisme afin de maximiser leurs profits et d'améliorer le marché des cigarettes.

« [les accusés] ont commercialisé et vendu leur produit mortel avec zèle, avec tromperie, en se concentrant uniquement sur leur réussite financière et sans se soucier de la tragédie humaine ou des coûts sociaux engendrés par ce succès »